# Господин Лазар
«Господи́н Лаза́р» (фр. Monsieur Lazhar) — канадский драматический фильм режиссёра Филиппа Фалардо, вышедший на экраны в 2011 году. Лауреат премии «Джини» в нескольких номинациях, номинант на «Оскар». Премьерный показ состоялся на Кинофестивале в Локарно 8 августа 2011 года. По пьесе «Башир Лазар» Эвелин де ла Шенелье, которая сама сыграла в ленте одну из ролей второго плана.

## Сюжет
В одной из начальных школ Монреаля кончает жизнь самоубийством молодая преподавательница. На её место предлагает себя Башир Лазар, беженец из Алжира. Понимая, что найти нового учителя посреди года будет непросто, директор соглашается. Работа поначалу даётся Лазару непросто, ему приходится преодолевать культурные различия между странами, кроме того, он не так давно потерял семью — его жена и двое детей погибли в Алжире. Тем не менее, постепенно ему удаётся наладить контакт с детьми, которые всё ещё переживают смерть учительницы. Для Лазара стало шоком, когда он узнал, почему его предшественница пошла на самоубийство.
А вскоре после этого ему сообщают, что он не может далее работать в школе: стало известно, что он никогда не был учителем, а в Алжире он содержал ресторан. Учителем была его жена, и её записи он использовал, чтобы учить детей. Лазар просит ещё один день, чтобы проститься со своими учениками, напоминая, что дети уже потеряли одну учительницу — без всякого прощания. Директор, которой из-за кадровой ошибки самой предстоит увольнение, даёт согласие.

## В ролях
- Мохамед Феллаг — Башир Лазар, школьный учитель
- Софи Нелисс — Алиса Л’Экюйе, школьница
- Эмильен Нерон — Симон
- Даниэль Пру — мадам Вайанкур
- Брижит Пупар — Клэр Лажу
- Жюль Филип — Гастон
- Луи Шампань — консьерж
- Эвелин де ла Шенелье — мать Алисы Л’Экюйе

## Избранные награды и номинации
- 2011 — два приза Вальядолидского кинофестиваля: приз ФИПРЕССИ и приз за лучший сценарий (Филипп Фалардо).
- 2011 — приз Variety Piazza Grande Award и приз зрительских симпатий кинофестиваля в Локарно.
- 2011 — приз кинофестиваля в Торонто за лучший канадский полнометражный фильм[5].
- 2012 — 6 премий «Джини»[6][7]: лучший фильм (Люк Дери, Ким Маккроу), лучшая режиссура (Филипп Фалардо), лучший адаптированный сценарий (Филипп Фалардо), лучшая мужская роль (Мохамед Феллаг), лучшая женская роль второго плана (Софи Нелисс), лучший монтаж (Стефан Лафлёр). Кроме того, лента получила три номинации: лучшая операторская работа (Рональд Плант), лучшая музыка (Мартин Леон), лучший звук (Пьер Бертран, Шон-Николас Галлахер, Бернар Гарьепи Стробль).
- 2012 — номинация на премию «Оскар» за лучший фильм на иностранном языке[8].
- 2012 — приз зрительских симпатий Сиднейского кинофестиваля за лучший повествовательный художественный фильм.
- 2012 — приз зрительских симпатий Роттердамского кинофестиваля.